# Monalonion
Genre
Monalonion est un genre d'insectes hémiptères du sous-ordre des hétéroptères (punaises), de la famille des Miridae, de la sous-famille des Bryocorinae, de la tribu des Dicyphini.Les espèces sont principalement réparties en Amérique centrale et en Amérique du Sud, où certaines, dont M. bondari, ont un statut mineur de parasites: causer des dommages similaires à ceux de  spp. dans le cacao asiatique du SE.

## Taxonomie
Le taxon est créé en 1850 par l'entomologiste allemand
Gottlieb August Wilhelm Herrich-Schäffer.

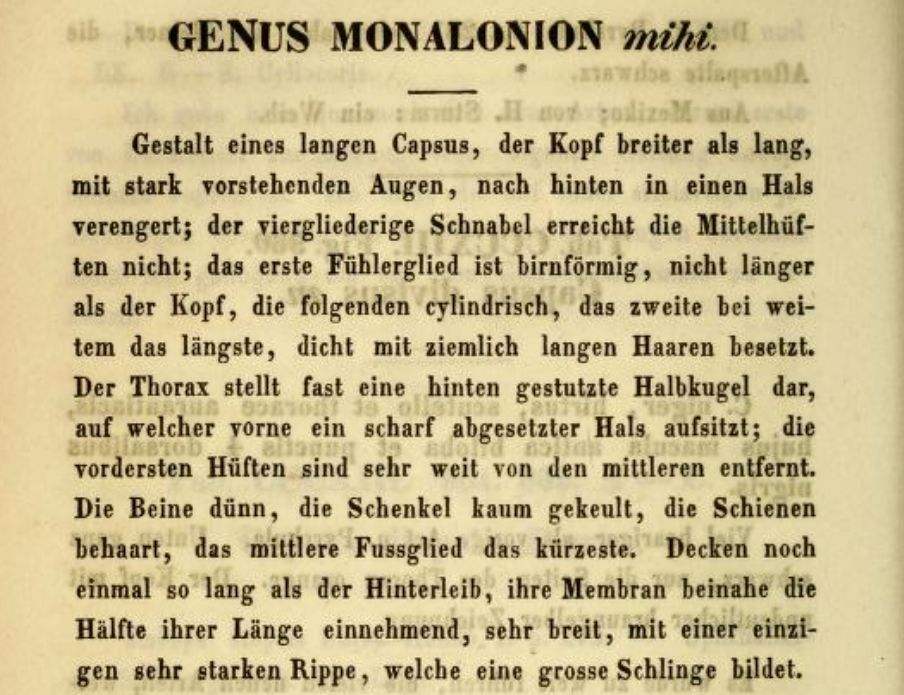
Description du genre Monalonion par Herrich-Schaeffer dans Die Wanzenartigen Insecten: getreu nach der Natur abgebildet und beschrieben en 1850.

## Liste des espèces
Ce genre comprend les espèces suivantes selon GBIF :
- Monalonion annulipes V.Signoret, 1858
- Monalonion atratum Distant, 1883
- Monalonion bahiense Costa Lima, 1938
- Monalonion bicolor Carvalho & Costa, 1988
- Monalonion bondari Costa Lima, 1938
- Monalonion columbiensis Carvalho, 1984
- Monalonion decoratum Monte, 1942
- Monalonion dissimulatum Distant, 1883
- Monalonion flavisignatum Knight
- Monalonion incaicus Carvalho, 1972
- Monalonion itabunensis Carvalho, 1972
- Monalonion paraensis Carvalho, 1985
- Monalonion parviventre Herrich-Schaeffer, 1850
- Monalonion peruvianus Kirkaldy, 1907
- Monalonion schaefferi Stal, 1860
- Monalonion velezangeli Carvalho & Costa, 1988
- Monalonion versicolor Distant, 1883